# Cocaine Bear (björn)
The Cocaine Bear, även känd som Pablo Eskobear (ibland stavat Escobear), var en svartbjörn som 1985 dog av en kokainöverdos. Kokainet hade dumpats av narkotikasmugglare i vildmarken i Tennessee, USA. Björnen hittades död i norra Georgia och stoppades upp och ställdes ut i ett köpcentrum i Kentucky. Händelsen har inspirerat filmen Cocaine Bear från 2023.

## Historik
Den 11 september 1985 smugglade den tidigare amerikanska narkotikapolisen och  narkotikasmugglaren Andrew C. Thornton II kokain från Colombia till USA. Efter att ha lämnat av en försändelse i Blairsville i Georgia flög Thornton och en medbrottsling i en Cessna 404 Titan. På vägen släppte duon 40 plastbehållare med kokain i vildmarken innan de övergav planet i luften ovanför Knoxville, Tennessee. Enligt FBI övergavs planet och dess last dumpades på grund av att vikten var för tung under flygningen. Thornton dog omedelbart eftersom hans fallskärm inte utlöstes.
Den 23 december 1985 rapporterade Georgia Bureau of Investigation att de hittat en död svartbjörn som hade ätit kokainet från lådorna. Björnen åt totalt 34 kg kokain som värderades till 2 miljoner dollar.  Georgia State Crimes Lab chefsläkare Dr Kenneth Alonso uppgav att björnens mage var "bokstavligen packad till brädden med kokain", men han uppskattade dock att björnen endast hade absorberat 3 till 4 gram i blodomloppet vid tidpunkten för dess död.
Dr. Alonso ville inte slänga björnens kropp, så han lät stoppa upp den och gav den till Chattahoochee River National Recreation Area. Björnen var dock försvunnen tills den dök upp igen i en pantbank. Countrysångaren Waylon Jennings köpte den, och tog så småningom med sig den till "Kentucky for Kentucky Fun Mall" i Lexington, Kentucky där den fortfarande (2021) finns.

## I populärkulturen
Den 9 mars 2021 meddelade Universal Pictures att filmen Cocaine Bear var under produktion. Det bekräftades också att filmen skulle regisseras av Elizabeth Banks.  Filmen tar sig vissa friheter, eftersom de verkliga händelserna som inträffade mellan björnens intag av kokain och dess död inte är kända. Björnen dödade inte några människor, till skillnad från den som porträtteras i filmen. Filmen hade premiär den 22 februari 2023.